# Toxorhynchites voltaicus
Toxorhynchites voltaicus är en tvåvingeart som beskrevs av Ribeiro 2005. Toxorhynchites voltaicus ingår i släktet Toxorhynchites och familjen stickmyggor. Inga underarter finns listade i Catalogue of Life.